# Enrique Rumoroso
Enrique Rumoroso (Cádiz, c. 1843-Madrid, 1897) fue un pintor español del siglo XIX.

## Biografía

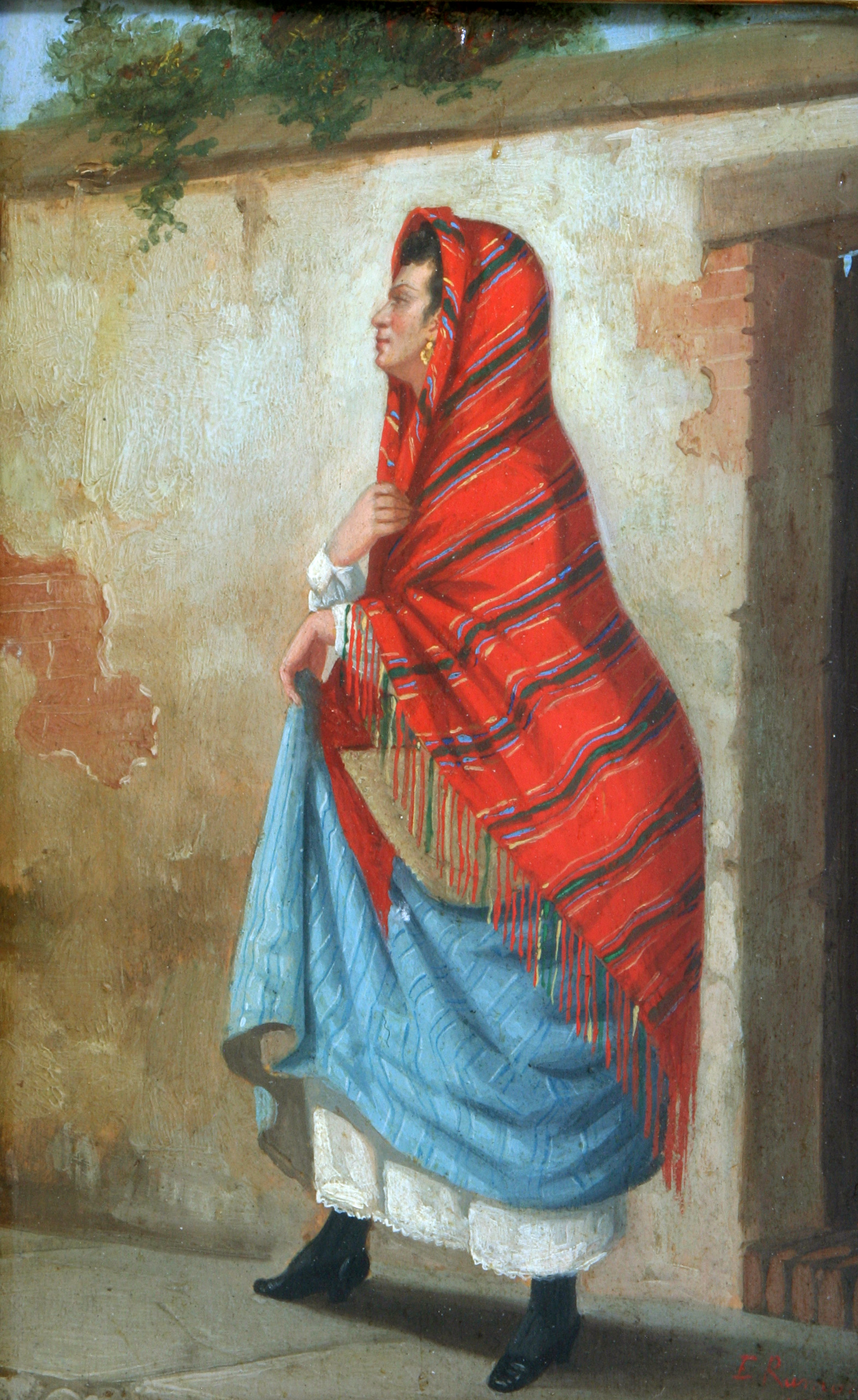
Pintura de Rumoroso (1874)

Pintor andaluz los nombres de sus padres era Manuel y María del Pilar. Estuvo casado con María de la Gloria Piqueras y García y tuvo domicilio en Madrid en la plaza de Santa Catalina de los Donados, número tres, piso cuarto, vivienda donde falleció el 20 de diciembre de 1897 a la edad de cincuenta y cuatro años.
Fue socio fundador de la Academia libre de Bellas Artes de Sevilla. Entre sus obras pueden citarse Una escena de taberna, que presentó en la Exposición de Cádiz de 1879, por la que fue premiado con medalla de bronce; Un molino sobre el Tajo, El puente de Alcántara en Toledo, y las que figuraron de 1881 a 1883 en las Exposiciones abiertas en Madrid por el dorador Hernández fueron las siguientes: Una maja, Un incroyable, Una merveilleuse, Un majo, Un picador, Abanico, Al tentadero, Pandereta, Paisaje del Manzanares, ¿Lo dice Vd. por mi?, Un majo. También fueron de su mano retratos del conde y la condesa de San Bernardo, de la reina Cristina, Difuntas Doña Isabel y Doña Eulalia, Condesa de Guaqui, Hijos del Duque de Granada, Marqués de Constantina y La feria de Sevilla.